# (You Drive Me) Crazy
A (You Drive Me) Crazy (magyarul: Megbolondítasz) egy dal Britney Spears amerikai énekesnőtől. A szerzeményt Max Martin, Jörgen Elofsson, Per Magnusson és David Kreuger írta, a produceri munkákat is ők végezték. Az R&B, pop és rock stílust képviselő szám a …Baby One More Time című albumon kapott helyet. 1999. augusztus 23-án jelent meg a Jive Records gondozásában, az album harmadik kislemezeként. A (You Drive Me) Crazy egy tini pop dal, amely tartalmazz az R&B és a rock zenének a jellemzőit. A kritikusoktól pozitív visszajelzések érkeztek, és az album debütáló, …Baby One More Time című kislemezéhez hasonlították.
A kislemezes változat kissé különbözik az albumon találhatótól. 1999 májusában Martin és Spears New Yorkban alkották az új remixváltozatot (The Stop! Remix). A Drive Me Crazy című film zenéjeként "funkcionált" a feldolgozás, majd Britney gyűjteményalbumán, a Greatest Hits: My Prerogative-on is helyet kapott. A dal hatalmas sikernek örvendett világszerte. Top 10-es lett összesen 17 ország slágerlistáján, Belgiumban (Vallónia) pedig első helyet ért el. illetve 10. lett a Billboard Hot 100-on is. 6. a Radio Songs-on, ezzel pedig Spears egyik legjobban teljesítő száma lett ezen a listán. Viszont az Egyesült Államokban nem ért el minősítést. Ez annak tudható be, hogy Amerikában nem jelent meg CD formátumban, csak hanglemezként volt kapható. Mára már 5 millió példányban kelt el, ezzel Spears 7. legkelendőbb kislemeze lett.
A számhoz készült videóklipet Nigel Dick rendezte. Britney egy pincérnőként látható a kisfilmben, majd újabb öltözékekben elkezdi énekelni a felvételt. Melissa Joan Hart és Adrien Grenier színészek is szerepeltek a videóban, a Drive Me Crazy promotálásának céljából. Az énekesnő az 1999-es MTV Europe Music Awards-on és Billboard Music Awards-on fellépett a dallal, továbbá öt koncertkörútján is előadta dalt: a …Baby One More Time Tour, Crazy 2K Tour, Oops!… I Did It Again Tour, Dream Within a Dream Tour és The Onyx Hotel Tour állomásain. Ezek mellett a 2013-ban kezdődő Britney: Piece of Me shown újra hallhatóvá vált. 2016-ban pedig a Glory promotálása alatt is előadta a dalt, például az iHeartRadio Music Festival-on.

## Háttér
Mielőtt elkezdett dolgozni albumán, Britney Sheryl Crow-féle zenét akart felvenni. Britney kiadójával viszont olyan producereket választották, akik sokkal inkább előnyben részesítették az olyan dalokat, melyekkel a tizenévesek körében válhat népszerűvé az énekesnő. Stockholmba repült, ahol az album fele került rögzítésre 1998 márciusában és áprilisában olyan producerekkel, mint Max Martin, Denniz Pop és Rami Yacoub. A dalt Per Magnusson, Jörgen Elofsson, David Kreuger és Max Martin írta 1998-ban. A felvételt 1998 márciusában vették fel a Cheiron Studios-ban Stockholmban. A keverést Martin végezte. Esbjörn Öhrwall és Johan Carlberg gitároztak, míg basszusgitáron Thomas Lindberg játszott. Kreuger billentyűkön játszott és a programozást végezte, továbbá az előbbit Magnusson egészítette ki. A háttérvokált Jeanette Söderholm, Martin, Yacoub és a THE FANCHOIR (Chatrin Nyström, Jeanette Stenhammar, Johanna Stenhammar, Charlotte Björkman és Therese Ancker) biztosította. 1999 májusában Spears és Martin New Yorkba ment, hogy újra felvegyék a számot, mivel a The Stop! Remix változatot a Drive Me Crazy című film filmzenei albumára szánták. A remix változatban Martin mellett Rami Yacoub vett részt a komponálásban. A (You Drive Me) Crazy a …Baby One More Time harmadik kislemezeként jelent meg 1999. augusztus 23-án.

## Kompozíció
A (You Drive Me) Crazy egy tinipop dal, amit nagyban befolyásolnak az R&B és a rock elemei. Egyszerű képletű és átjárják az éles szintetizált eszközök, hasonlóan korábbi kislemezéhez, a …Baby One More Time-hoz. A kotta szerint, amit az Universal Music Publishing Group adott ki, E-dúrban íródott és 92 percenkénti leütésszámmal rendelkezik. Előző kislemezéhez, a Sometimes-hoz képet jobban átalakították Spears hangját. Spears hangterjedelme G3-tól D#5-ig terjed. A dal Cm-A-G# akkordmenetet követi.

## Kritikai fogadtatás
A dal pozitív kritikákat kapott a kritikusoktól. Kyle Anderson az MTV-től a dalt a …Baby One More Timehoz hasonló himnusznak vélte, csak a rock hangzás volt neki szembetűnő. Hozzátette, hogy nagyon fülbemászóra sikeredett. Bill Lamb Spears egyik legjobb dalának nevezte és hozzátette, hogy olyan fülbemászó, mint az énekesnő 2009-es kislemeze, a 3. Ezenkívül megjegyezte, hogy amikor először hallgatta végig a dalt, már második refrénnél ő is énekelt. D. Spence szerint a dal Max Martin "fényes felnőtt pop dalának" tekinthető. A Rolling Stone írói újabb slágernek nevezték, a …Baby One More Time, a Sometimes és a From the Bottom of My Broken Heart mellett. Christy Lemire szerint némileg hasonlít Spears későbbi kislemezére, a Stronger-re. Evan Sawdey "kissé tökös" dalnak nevezte, míg Stephen Thomas Erlewine az AllMusic-tól "puha+ popdalnak nevezte a javából. Egy Britney listán, amit Sara Anderson rakott össze, a 9. helyre került. A 2001-es BMI Pop Awardson bezsebelt egy díjat.

### Díjak és jelölések
| Év   | Díjátadó                       | Kategória                | Eredmény |
| ---- | ------------------------------ | ------------------------ | -------- |
| 1999 | Golden Music Awards            | A legjobb dance felvétel | Elnyerte |
| 2000 | Nickelodeon Kids Choice Awards | A legjobb dal            | Jelölve  |

## Kereskedelmi fogadtatás

### Európa és Óceánia
A (You Drive Me) Crazy rendkívül sikeres volt. Az Egyesült Királyságban Spears harmadik top 5-ös kislemeze lett a dal. A szám ötödik helyen debütált 1999. október 2-án, 11 hétig maradt a listán. Ezüst minősítést kapott a British Phonographic Industry (BPI) szervezettől 200 000 eladott példány után. A The Official Charts Company szerint az énekesnő nyolcadik legsikeresebb kislemeze lett a felvétel a szigetországban, mivel mára már 286 000 fizikai példányban kelt el. Második lett Franciaországban 1999. november 20-án a 8. helyen. A 2. pozícióig jutott. Egyedül Lou Bega Mambo No. 5 (A Little Bit of...) akadályozta meg, hogy az első helyig jusson. 250 000 eladott példány után arany minősítést szerzett. Mára körülbelül 410 000 darabban kelt el, ezzel az énekesnő második legkeresettebb kislemeze lett az országban. Németországban is sikeresnek bizonyult. és mindkét országban arany minősítést kapott 250 000 eladott példány után. Első helyezett lett Belgiumban (Vallóniában) és 1999. végén a 17. legkelendőbb kislemez lett ott. Top 5-ös sláger lett Belgiumban (Flandriában), Finnországban, Írországban, Hollandiában, Norvégiában, Svédországban és Svájcban, top 10-es pedig Dániában és Olaszországban lett. A jó helyezéseknek köszönhetően második lett a European Hot 100 Singles listán, amit 2 hétig tartott (az első helyezett R. Kelly If I Could Turn Back the Hands of Time című dala lett). Bár 12 hétig maradt a listán, előző kislemezeihez képest rövid "pályafutást" mutatott be a listán. 2012-ben Csehországban került 65. helyre a rádiók népszerűsítése miatt.
Ausztráliában 1999. október 17-én a 49. helyen debütált, majd pár héttel később elérte a 12. helyet. Első kislemeze lett Spearsnek, ami nem jutott be a top 10-be. Ugyanakkor itt, az Australian Recording Industry Association (ARIA) szervezet platinalemez minősítést biztosított a dalnak 70 000 eladott példány után. Később, 2000-ben az egyik legsikeresebb kislemez volt az országban. Új-Zélandon 5. lett. Öt hétig maradt a legjobb 10-ben, majd aranylemeznek nyilvánították 7500 eladott darab után.

### Amerika és Ázsia
Az Egyesült Államokban sikeresnek bizonyult a rádióállomásoknál. Ennek köszönhetően a Billboard Hot 100 tizedik helyezéséig jutott el 1999. november 13-án. Majdnem 2 hónappal a listán megjelenése után érte el ezt a pozíciót. Britney második top 10-es kislemeze lett az országban. Ugyanezen a héten negyedik lett a Pop Songs listán. A Radio Songs-on a 6. helyig jutott, ezzel Spears egyik legjobban teljesítő kislemeze lett ez a listán. Bár rendkívül jól teljesített az USA-ban, nem sikerült minősítést szerezni. Ennek az oka az, hogy csak hanglemezként volt kapható a kontinensen. Kanadában az RPM által kiadott listán a 3. lett, de a Canadian Top 100 listán a 13. helyet érte el a kislemez. 1999 44. legsikeresebb kislemeze lett az országban.
Japánban gyenge sikert ért el, mindössze 80. lett, és csak két hétig maradt a listán. Ennek ellenére Spears 12. legsikeresebb kislemeze lett ott.

## Videóklip

### Háttér

Spears a klip elején pincérnőnek öltözve. Ez a rész Spears ötlete volt.

A (You Drive Me) Crazy Nigel Dick rendezésével készült Kaliforniában, 1999. június 14-15-én. A klip megjelenése előtt egy MTV-nek adott interjú során Spears ezt mondta a videóról: „Egy klubban fog játszódni és tökös pincérnőket alakítunk, akik elkezdenek táncolni.” A videó az ő ötlete alapján készült, és hozzátette, reméli, hogy "ez egy újabb szintre viszi őt." Melissa Joan Hart és Adrian Grenier (színészek) is megjelentek a klipben, mivel a dal a Drive Me Crazy című filmben szerepel és annak ők a főszereplői. Grenier kezdetben nem lelkesedett a videó iránt. Dick beszélt a nehézségekről: „A baj az volt, hogy Adrian Grenier nem akart benne lenni a klipben. (...) Felhívtam és elmondtam neki, hogy a klip biztos jót tenne a karrierjének és hogy Britney egy nagyszerű lány.” Végül aztán elvállalta. Dick azt is elmondta, hogy lenyűgözte Spears munkaerkölcse. Az MTV műsorában debütált a klip.

### Áttekintés és fogadtatás
A klipnek nincsen történetalapja. Kezdetén Britney pincérnőnek öltözve indul el egy öltözőbe társaival. Majd zöld csillogó pólóban a táncparkettre megy a barátaival és elkezd táncolni egy koreográfiát. A háttérben nagy, narancssárga betűkkel ki van írva: Crazy.
A videóklip 1999. augusztus 24-én, a 4. helyen debütált a Total Request Live című műsorban. 73 napig maradt a top 10-ben, ezzel ez a klip maradt a legtovább a top 10-ben a női előadók közül. A klipet jelölték a Legjobb Dance felvétel kategóriában a 2000-es MTV Video Music Awardson, de a díjat Jennifer Lopez Waiting for Tonight klipje kapta meg. A klip egy másik felvétele megtalálható Spears Greatest Hits: My Prerogative című DVD-jén.
| Év   | Díjátadó               | Kategória             | Eredmény |
| ---- | ---------------------- | --------------------- | -------- |
| 2000 | MTV Video Music Awards | A legjobb dance videó | Jelölve  |

## Élő előadások és feldolgozások

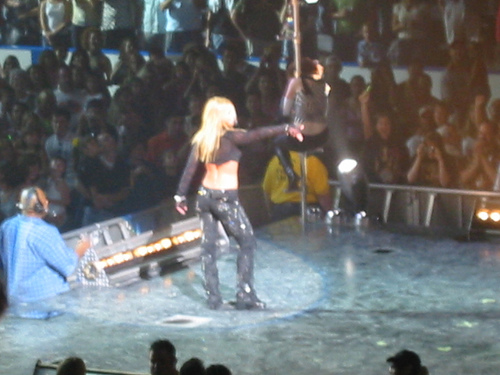
Spears előadja táncosaival a (You Drive Me) Crazy-t a Dream Within a Dream Tour-on 2001-ben

Promóció részeként Spears a dalt előadta az 1999-es MTV Europe Music Awards-on és ugyanabban az évben a Billboard Music Awards-on. A dalt az énekesnő 5 koncertturnéján adta elő. Elsőnek a ...Baby One More Time Tour-on adta elő. Az előadás kezdetén táncosok kezdtek táncolni, majd aztán egy lépcső tetején fehér füstből kijőve kezdte el Spears énekelni a dalt. Spears az előadás közben egy rózsaszín rövidnadrágot és egy ugyanilyen színű melltartó féleséget viselt. 2000-ben a Crazy 2k Tour-on változott az előadás nyitóeleme: a táncosok kijöttek egy szekrényből és a színpadon maradtak, amíg "be nem csengettek". Akkor egy tanár szólította Spearset és ő megjelent egy lépcső tetején, fehér füst mögül. Ez a rész kiparodizálja Spears …Baby One More Time-hoz készült videóklipjét. Ugyanabban az évben az Oops!… I Did It Again World Tour-on kicsit átdolgozott dance verzióját adta elő. 2001-ben, a Dream Within a Dream Tour-on a dal előadása közben elfogták a lány táncosai. Spears utoljára a The Onyx Hotel Tour-on adta elő. Egy remixváltozatát adta elő. 9 évvel később, a 2013 végén kezdődő Piece of Me shown újra előadta a dalt, pontosabban annak egy dance remix változatát. 2016-ban több alkalommal is előadta a dalt, például az iHeartRadio Music Festival-on.
2003-ban az amerikai zenész, Richard Cheese felvette a saját albumára, a Tuxicity-re. A Selena Gomez & the Scene nevű amerikai zenekar harmadik koncertkörútjának, We Own the Night Tour-nak a számlistáján helyet kapott egy mix, ami a zenekar frontemberének a kedvenc Britney-dalait foglalta egybe. Egy interjúban kiderült, hogy az együttes Britney iránti tisztelgésnek szánták. Az előadásban a (You Drive Me) Crazy mellett helyet kapott a ...Baby One More Time, Oops!… I Did It Again, I'm a Slave 4 U, Toxic és a Hold It Against Me. A mix nagyban hasonlít Spears 1. válogatásalbumán, a Greatest Hits: My Prerogative-on található remixre, a Chris Cox Megamix-re.

## Számlista és formátumok
| - Ausztrál / új-zélandi CD kislemez 1. (You Drive Me) Crazy [The Stop Remix!] – 3:16 2. (You Drive Me) Crazy [The Stop Remix! - Instrumental] – 3:16 3. I’ll Never Stop Loving You – 3:41 - Ázsiai CD kislemez 1. (You Drive Me) Crazy [The Stop Remix!] – 3:16 2. (You Drive Me) Crazy [Spacedust Dark Dub] – 9:07 3. (You Drive Me) Crazy [Spacedust Club Mix] – 7:20 4. Autumn Goodbye – 3:43 - Európai CD kislemez 1. (You Drive Me) Crazy [The Stop Remix!] – 3:16 2. (You Drive Me) Crazy [The Stop Remix! - Instrumental] – 3:16 | - 12" Vinyl 1. (You Drive Me) Crazy [Pimp Juice's Souled Out 4 Tha Suits Vocal Mix] – 6:30 2. (You Drive Me) Crazy [The Stop Remix!] – 3:16 3. (You Drive Me) Crazy [Jazzy Jim's Hip-Hop Mix] – 3:40 4. (You Drive Me) Crazy [Jazzy Jim's Hip-Hop Bonus Beats] – 3:36 5. (You Drive Me) Crazy [Mike Ski Horn Build] – 3:03 6. (You Drive Me) Crazy [Mike Ski Dub] – 8:24 7. (You Drive Me) Crazy [Johnick Dub] – 6:31 8. (You Drive Me) Crazy [Pimp Juice's Donkey Punch Dub] – 7:10 9. (You Drive Me) Crazy [The Rascal Dub] – 6:16 - The Singles Collection kislemez 1. (You Drive Me) Crazy [The Stop Remix!] – 3:17 2. I’ll Never Stop Loving You – 3:41 |

## Slágerlistás helyezések és minősítések
| Kislemezlista (1999)                   | Legjobb helyezés |
| -------------------------------------- | ---------------- |
| Ausztrál kislemezlista                 | 12               |
| Belga kislemezlista (Flandria)         | 3                |
| Belga kislemezlista (Vallónia)         | 1                |
| Brit kislemezlista                     | 5                |
| Dán kislemezlista                      | 9                |
| Európai Hot 100 kislemezlista          | 2                |
| Finn kislemezlista                     | 3                |
| Francia kislemezlista                  | 2                |
| Holland Top 40 kislemezlista           | 2                |
| Ír kislemezlista                       | 3                |
| Japán kislemezlista                    | 80               |
| Kanada Nielsen SoundScan kislemezlista | 13               |
| Kanadai Hot 100 kislemezlista          | 3                |
| Német kislemezlista                    | 4                |
| Norvég kislemezlista                   | 2                |
| Olasz kislemezlista                    | 9                |
| Osztrák kislemezlista                  | 10               |
| Spanyol kislemezlista                  | 14               |
| Svájci kislemezlista                   | 4                |
| Svéd kislemezlista                     | 2                |
| Új-zélandi kislemezlista               | 5                |
| USA Billboard Hot 100 lista            | 10               |
| USA Mainstream Top 40 (Pop Songs)      | 4                |
| USA Top 40 Tracks                      | 3                |
| USA Rhythmic Top 40                    | 9                |
| USA Radio Songs                        | 6                |
| USA Hot 100 Singles Sales              | 24               |
| Kislemezlista (2012)                   | Legjobb helyezés |
| Cseh rádióslista                       | 65               |

| Kislemezlista (1999)           | Helyezés |
| ------------------------------ | -------- |
| Belga kislemezlista (Flandria) | 27       |
| Belga kislemezlista (Vallónia) | 17       |
| Francia kislemezlista          | 46       |
| Kanadai Hot 100 kislemezlista  | 44       |
| Kislemezlista (2000)           | Helyezés |
| Ausztráliai kislemezlista      | 41       |
| Francia kislemezlista          | 63       |
| Német kislemezlista            | 37       |
| Svéd kislemezlista             | 20       |
| Svájci kislemezlista           | 36       |
| Új-zélandi kislemezlista       | 35       |

| Ország             | Minősítés    | Értékesítés |
| ------------------ | ------------ | ----------- |
| Ausztrália         | Platinalemez | 70 000+     |
| Egyesült Királyság | Ezüstlemez   | 286 000+    |
| Franciaország      | Aranylemez   | 410 000+    |
| Németország        | Aranylemez   | 250 000+    |
| Svédország         | Platinalemez | 30 000+     |
| Új-Zéland          | Aranylemez   | 7500+       |

### Első helyezések
| Előző Lou Bega - Mambo No. 5 (A Little Bit of ...) | Belga kislemezlista (Vallónia) lista első helyezettje 1999. október 23. – 1999. November 5. | Következő R. Kelly - If I Could Turn Back the Hands of Time |

## Közreműködők
| Eredeti változat - Britney Spears - vokál - Jörgen Elofsson - dalszerzés - David Krüger - komponálás, billentyűs hangszerek, programozás - Per Magnusson - komponálás, billentyűs hangszerek - Jeanette Söderholm - háttérvokál - Esbjörn Öhrwall - gitár | Remix változat - Johan Carlberg - gitár - Thomas Lindberg - basszusgitár - Max Martin - keverés, háttérvokál, komponálás - Rami Yacoub - háttérvokál, komponálás - A FANCHOIR - háttérvokál |

Forrás:

## Megjelenések
| Régió                                  | Dátum                | Formátum                     | Kiadó        |
| -------------------------------------- | -------------------- | ---------------------------- | ------------ |
| Egyesült Államok                       | 1999. augusztus 23.  | CD kislemez                  | Jive Records |
| Egyesült Államok                       | 1999. szeptember 9.  | Mainstream rádiós megjelenés | Jive Records |
| Európa (kivétel az Egyesült Királyság) | 1999. szeptember 23. | CD kislemez                  | Jive Records |
| Egyesült Királyság                     | 1999. szeptember 28. | CD kislemez                  | Jive Records |
| Japán                                  | 1999. szeptember 29. | CD kislemez                  | Jive Records |

## Fordítás
- Ez a szócikk részben vagy egészben  a(z)   (You Drive Me) Crazy című angol Wikipédia-szócikk fordításán alapul.  Az eredeti cikk szerkesztőit annak laptörténete sorolja fel. Ez a jelzés csupán a megfogalmazás eredetét és a szerzői jogokat jelzi, nem szolgál a cikkben szereplő információk forrásmegjelöléseként.

## Külső hivatkozások
- Videóklip a [[VEVO]]-n. YouTube
- (You Drive Me) Crazy dalszövege